# Санта Кристина (Рим)
Санта Кристина је насеље у Италији у округу Рим, региону Лацио.
Према процени из 2011. у насељу је живело 38 становника. Насеље се налази на надморској висини од 252 м.